# Flugplatz Walldorf

i7
i11
i13
Der Flugplatz Walldorf (ICAO-Code: EDGX) ist ein Flugplatz östlich der nordbadischen Stadt Walldorf. Er ist als Sonderlandeplatz klassifiziert. Es werden durch den ansässigen Aeroclub-Walldorf Segel- und Motorflug sowie Fallschirmsprung durchgeführt.

## Lage
Der Flugplatz befindet sich 1,3 km östlich des Stadtzentrums von Walldorf. Durch die Ausdehnung der Wohnbebauung grenzt diese heute unmittelbar an den Flugplatz an. Der Platz ist somit gut erschlossen – die nächste Bushaltestelle ist fußläufig erreichbar. Die am nördlichen Flugplatzrand verlaufende Nusslocher Straße (K 4256) fungiert als Zubringer zur B3, über welche nahegelegene Städte wie Wiesloch oder Heidelberg in relativ kurzer Zeit erreicht werden können. Westlich von Walldorf befindet sich die Anschlussstelle Wiesloch-Walldorf der A5, so dass auch eine weiterreichende Anbindung gewährleistet ist. Der Bahnhof Wiesloch-Walldorf ist etwa zehn Fahrradminuten entfernt.

## Anlage

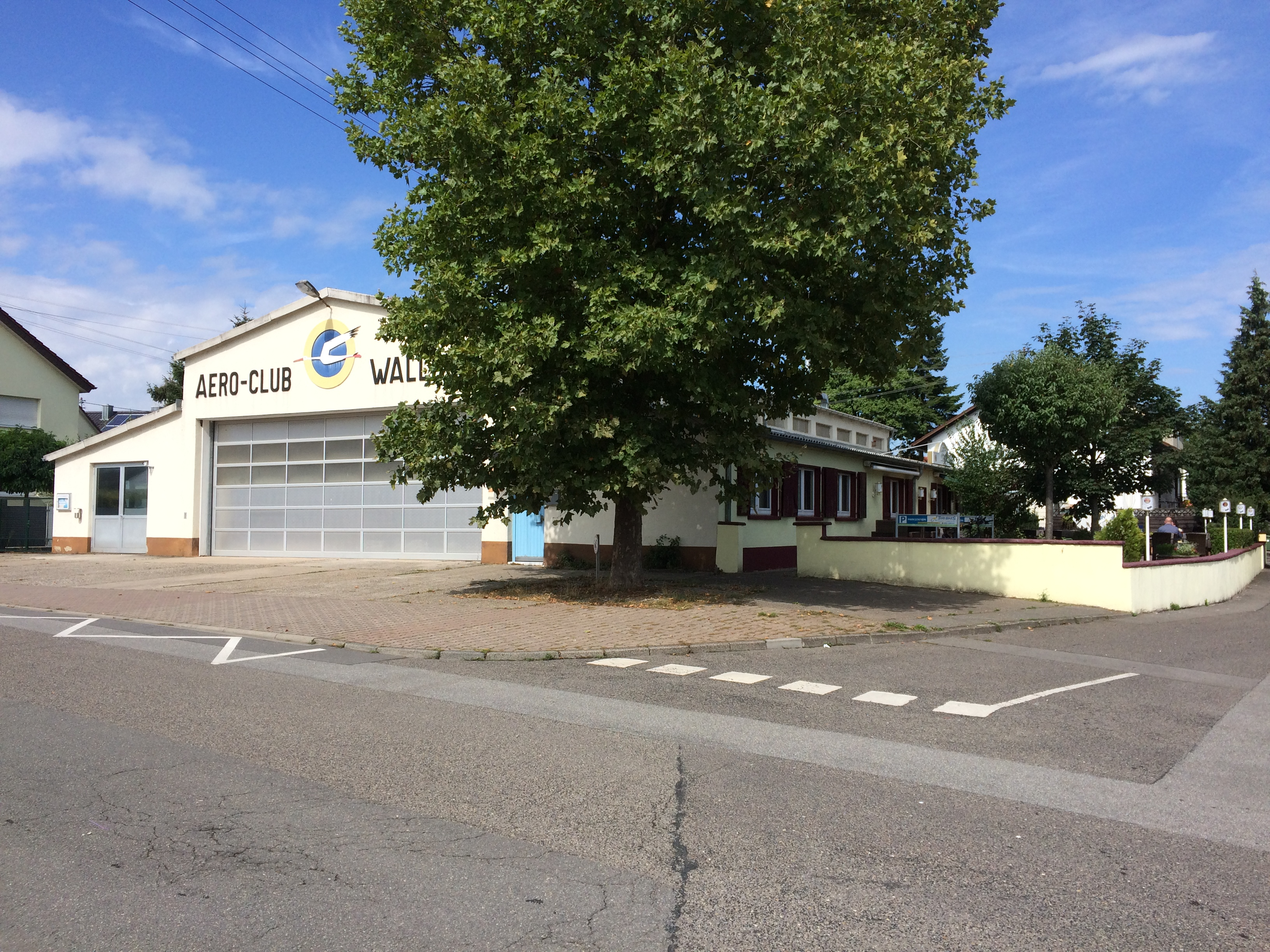
"Alte" Halle des Flugplatzes

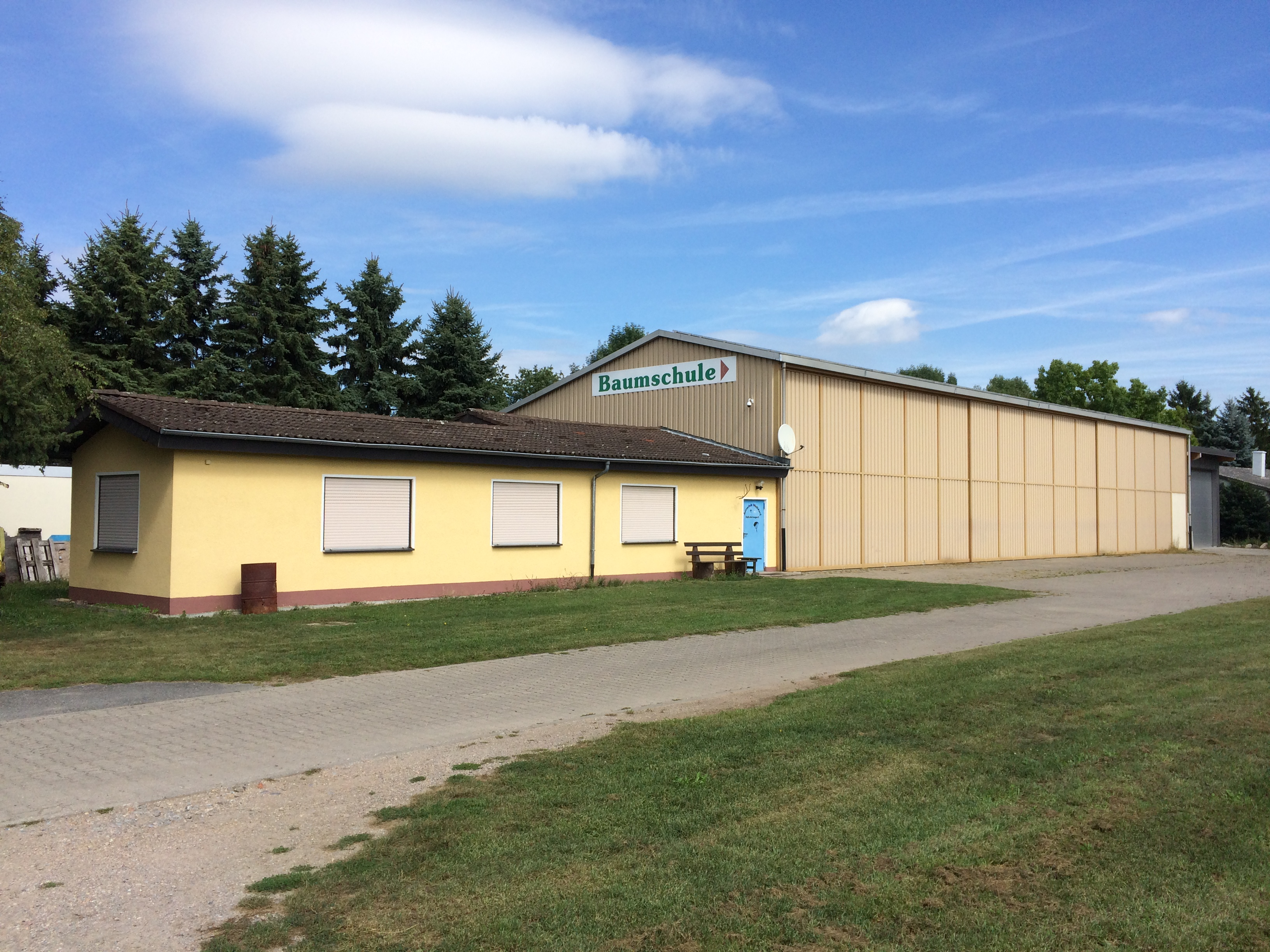
"Neue" Halle mit Anbau der Fallschirmspringer (Vordergrund) und Fahrzeuganbau (Hintergrund)

Kernstück des Flugplatzes ist die 505 Meter lange Graspiste. An diese schließen sich im Norden zwei Vorfelder – ebenfalls aus Gras – an: Auf der Westseite das große Hauptvorfeld, wo praktisch alle Flugzeuge geparkt und die Segelflugzeuge auf- und abgebaut werden. Gegenüber liegt das kleinere Vorfeld, auf welchem die Fallschirmspringer operieren. Am südlichen Bahnende befindet sich ein Wendehammer, der auch als kleines Behelfsvorfeld genutzt werden kann. Ein paralleler Rollweg besteht nicht. Die Piste wird mittig von einem Wanderweg gekreuzt, welcher bei Flugbetrieb mittels Schrankenanlage gesichert wird.
Westlich – am Hauptvorfeld – befindet sich die 1960 gebaute "alte" Flugzeughalle, in der die Segelflugabteilung ihre Räumlichkeiten hat und die meisten ihrer Flugzeuge unterbringt. Außerdem ist hier auch das Büro der Flugleitung und das Flugplatzrestaurant untergebracht. Nordöstlich des Flugplatz liegt die sogenannte "neue" Halle, welche Domizil der Fallschirmspringer ist und in der sämtliche Motorflugzeuge des Vereins untergebracht sind. In einem Anfang 2016 fertiggestellten Anbau sind die Flugplatzfahrzeuge untergestellt.

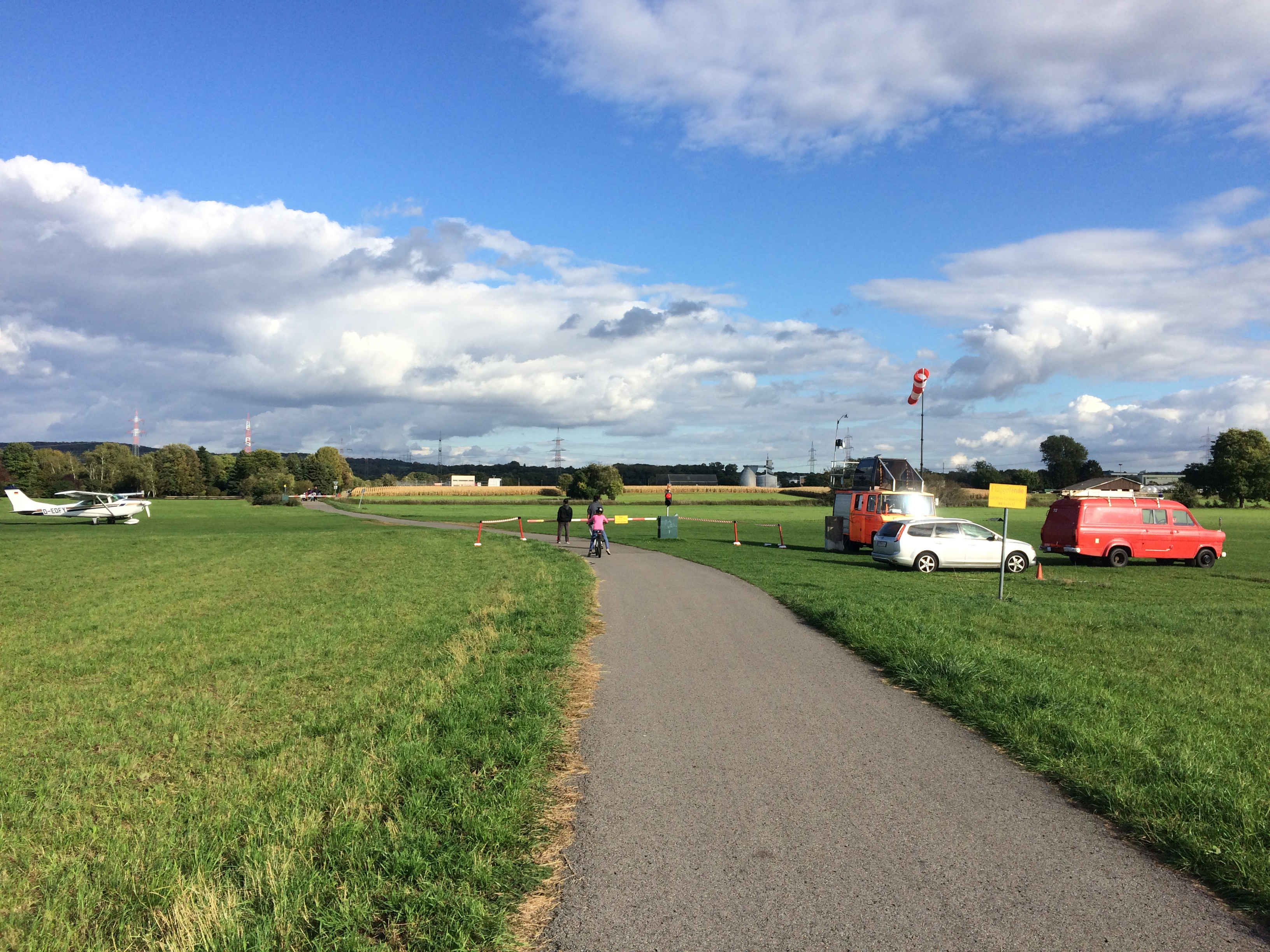
Die Flugleitung bei Flugbetrieb mit geschlossenen Schranken am kreuzenden Feldweg

## Betrieb
Als Sonderlandeplatz unterliegt der Flugplatz Walldorf keinen festgelegten Öffnungszeiten; Flugbetrieb wird somit üblicherweise an Wochenenden und Feiertagen durchgeführt, wenn sich die Mitglieder des Aeroclub-Walldorf treffen sowie nach vorheriger Vereinbarung/Anfrage (PPR). Je nach Wetterlage herrscht reger Segelflug- sowie Fallschirmsprungbetrieb, kombiniert mit Flügen von Motorseglern und Motorflugzeugen. Eine Winterpause gibt es in Walldorf nicht, jedoch wird im Winter aufgrund der Wetterverhältnisse deutlich weniger geflogen, als zu den anderen Jahreszeiten.
Der Verein betreibt keine Winde, so dass die Segelflugzeuge per Flugzeugschlepp in die Luft gebracht werden. In letzter Zeit mehrt sich auch die Präsenz eigenstartfähiger Segelflugzeuge – so hat nun auch der Aeroclub-Walldorf Anfang 2017 einen vereinseigenen Arcus M eingeflottet.
Die Fallschirmspringer setzen derzeit (Stand 2017) mit einer Cessna 182 ab. Zeitweise kommen auch andere Absetzflugzeuge von auswärts zum Einsatz, darunter oft eine Pilatus Porter.
Der Wanderweg, welcher die Piste mittig kreuzt, stellt eine operationelle Hürde dar. Hier müssen durch den Flugleiter mittels Schrankenanlage der Flugverkehr und die Passanten auf einander abgestimmt werden. Aus diesem Grund ist ein Flugbetrieb ohne Flugleiter nicht erlaubt (PPR).
Die Flugplatzfrequenz ist CH 118.265  (118,26656 MHz), der Rufname "Walldorf-Radio".

## Geschichte
Die Geschichte des Flugplatzes geht mit der Geschichte seines Betreibers, dem Aeroclub-Walldorf einher.

### Anfänge
Nachdem in Deutschland wieder Segelflug zugelassen wurde, wurde der Verein 1951 gegründet. Die Bedingungen für den Verein waren zunächst sehr kompliziert. Zum Fliegen mussten sie einerseits jedes Mal einen Landwirt finden, welcher sein Feld zur Verfügung stellte und gleichzeitig beim Regierungspräsidium die Genehmigung einholen, von dort fliegen zu dürfen. Meistens wurde dabei auf den "Walldorfer Wiesen" geflogen, also etwa dem Standort, auf welchem sich der heutige Flugplatz befindet. Die Flugzeuge wurden in dieser Zeit in Schuppen und Hinterhöfen einzelner Mitglieder betreut.

### Erste Halle
1960 wurde dann mit dem Bau einer Flugzeughalle begonnen, in deren seitlichen Anbauten Werkstätten, Schulungsräume sowie ein Restaurant untergebracht wurden. Sie wurde 1964 fertig gestellt und bildete somit einen festen Standort für den Verein. Sie ist heute noch als die "alte" Halle in Gebrauch und beheimatet die Segelflieger.

### Eröffnung des Flugplatzes
Der Aeroclub-Walldorf konnte mit der Zeit bei den anliegenden Landwirten genug zusammenhängende Grundstücke pachten, mit denen es möglich wurde, eine ständige Piste anzulegen. So konnte der Flugplatz im Jahr 1970 als Sonderlandeplatz Klasse 3 nun endgültig in Betrieb gehen. Flugbetrieb wurde in Walldorf somit unabhängig von Sondergenehmigungen bzw. Absprachen mit Landwirten ganzjährig möglich.

### Weitere Entwicklungen
Von 1982 auf 1983 wurde dann im nordöstlichen Flugplatzareal eine zweite Flugzeughalle, die sogenannte "neue" Halle errichtet, in deren Anbau die Fallschirmspringer eigene Räumlichkeiten bezogen. 2016 wurde diese um einen weiteren Anbau für die Unterstellung der Flugplatzfahrzeuge erweitert.